# Merță
Die Merță war ein Getreidemaß in der Walachei und in Czernowitz.
- 1 Merță = 8 Demerli =  2 Kübel = 185,114 Liter
- 1 Demerli = 24 4/5 Liter (24,6 Liter[1])
- 1 Merță = ½ Kile
- in Czernowitz[2] war 1 Merță = 8 Demerli = 2 Kübel (siebenbürger) = 9921,08 Pariser Kubikzoll = 196,8 Liter
  - 1 Kübel = 4 Viertel = 32 Ur = 256 Maß